# François-Joseph Bélanger
François-Joseph Bélanger (Paris, 12 de abril de 1744 — Paris, 1 de maio de 1818) foi um arquiteto e paisagista francês do estilo neoclássico. Considerado o mais influente arquiteto de jardins paisagísticos da França, estudou na Academia Real de Arquitetura (1764—1766), onde trabalhou com Julien-David Le Roy e Pierre Contant d'Ivry. Partiu para Roma para estudar com o intuito de ganhar o tão cobiçado Prix de Rome, porém o prémio não lhe fora atribuído; no entanto,  no âmbito da Le Roy ele foi apresentado a alguns projetistas neoclássicos de renome, tais como Charles-Louis Clérisseau, mestre de Robert Adam, recém-chegado de Roma e fora admitido na Academia nos anos vinte.
Em 1777, em pouco mais de dois meses, desenhou e construiu o Château de Bagatelle no Bois de Boulogne, em Paris, que foi considerado um dos seus melhores trabalhos. Em Méréville, em 1786, finalizou o último dos seus grandes parques, comissionado por Jean-Joseph de Laborde. Projetou interiores para o Hôtel Baudart de Saint-James, 12 Place Vendôme e realizou projetos que de certa maneira influenciariam os restantes jardins da época.
Em 1806 erigiu a cúpula em ferro fundido para a Halle aux Blés, em substituição de um cúpula de madeira construída algumas décadas antes.